# Agustinus Tri Budi Utomo
Agustinus Tri Budi Utomo (ur. 12 marca 1968 w Ngawi) – indonezyjski duchowny katolicki, biskup Surabaya od 2025.

## Życiorys
Święcenia kapłańskie otrzymał 27 sierpnia 1996 i został inkardynowany do diecezji Surabaya. Pracował głównie jako duszpasterz parafialny, był także m.in. wykładowcą w niższym seminarium, wikariuszem biskupim dla Regionu IV oraz dla miasta Cepu, wikariuszem generalnym diecezji, przewodniczącym kurialnej komisji ds. rodziny oraz wikariuszem biskupim ds. duszpasterskich.
29 października 2024 papież Franciszek mianował go biskupem diecezji Surabaya. Sakry udzielił mu 22 stycznia 2025 nuncjusz apostolski w Indonezji – arcybiskup Piero Pioppo.